# 1872 au Manitoba
Chronologie du Manitoba
- 1868
- 1869
- 1870
- 1871
- 1872
- 1873
- 1874
- 1875
- 1876

Cette page concerne des événements qui se sont produits durant l'année 1872 dans la province canadienne du Manitoba.

## Politique

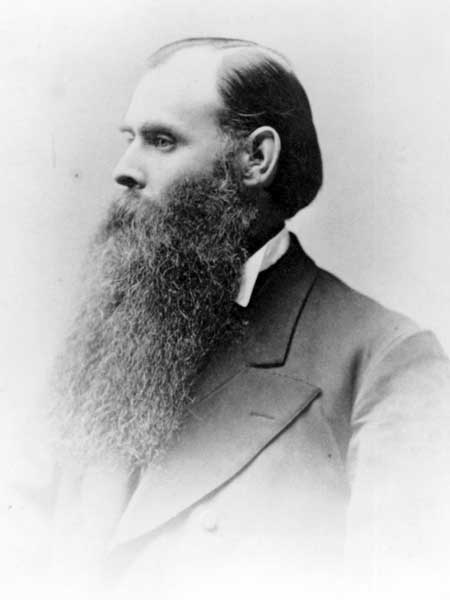
Henry Hynes Clarke

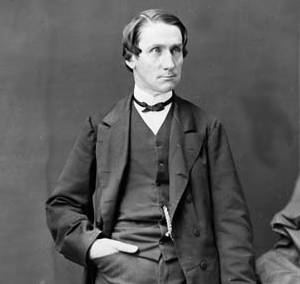
Alexander Morris

- Premier ministre : Marc-Amable Girard puis Henry Hynes Clarke
- Lieutenant-gouverneur : Adams George Archibald puis Alexander Morris
- Législature : 1er législature (en)

## Événements
- 16 janvier : ouverture de la deuxième session de la première législature du Manitoba (en).
- 21 février : à peine d'un mois d'ouverture, la session est prolongée.
- 14 mars : Henry Hynes Clarke devient premier ministre du Manitoba, en remplacement Marc-Amable Girard.
- 12 octobre : l'élection fédérale est terminée. Elle se conclut par une victoire du Parti conservateur de John A. Macdonald qui obtient 99 députés (y compris 36 libéral-conservateur) contre 95 pour les libéraux, 2 conservateurs indépendants, 1 conservateur-travailliste, 2 libéraux indépendants et 1 député indépendant. Au Manitoba, le score est de 2 conservateurs (y compris 1 libéraux-conservateurs), 1 libéraux et 1 conservateur indépendant.
- 30 novembre : fondation de la presse Manitoba Free Press.
- 2 décembre : Alexander Morris devient lieutenant-gouverneur du Manitoba, en remplacement Adams George Archibald.